# Ferschnitz
Ferschnitz  är en ort och kommun  i Österrike. Den ligger i distriktet Amstetten i förbundslandet Niederösterreich, 100 km väster om huvudstaden Wien.